# Prisma de Abbe

Prisma de Abbe

Um prisma de Abbe é um tipo de prisma óptico inventado pelo físico alemão Ernst Abbe, similar ao prisma de Pellin-Broca. É um prisma dispersivo de desviação constante usado para separar um determinado comprimento de onda de um feixe luminoso.
O prisma é um bloco de vidro de base triangular com ângulos a 30º-60º-90º. Ao incidir a luz na face AB, ela se refrata e por um processo de reflexão interna total,  sai pela face AC, refratando-se de novo a sua saída do prisma. O prisma é criado de tal forma que um comprimento de onda particular saia do prisma com um ângulo de incidência exatamente de 60º com respeito a trajetória original, sendo está o mínimo desvio possível, e todos os demais comprimentos de ondas possuem ângulos de desvios maiores. Pode-se selecionar o comprimento de onda rotacionando variando o ângulo de incidência da luz na face AB.
O prima dispersivo de Abbe não deve ser confundido com os prisma não-dispersivos de Porro-Abbe ou de Abbe-Koenig.